# ستيفن ديفور
ستيفين أرنولد ديفور وشهرته ستيفن ديفور (بالهولندية: Steven Defour)‏ (مواليد 15 أبريل 1988) هو لاعب كرة قدم بلجيكي دولي يجيد اللعب في خط الوسط. يلعب حاليا لصالح نادي بورتو البلجيكي منذ عام 2011.

## مسيرته الكروية
لعب ستيفن ديفور خلال مسيرته الاحترافية مع 6 أندية في ثمانية عشر موسمًا وسجل خلالها 28 هدفًا ضمن 345 مباراة. حيث فاز في موسم واحد بالكأس وفي خمسة مواسم بالدوري.
خاض ستيفن ديفور مسيرته مع نادي جينك في موسم 2004–05 ولمدة موسمين، مشاركًا في 30 مباراة سجل خلالها هدفًا واحدًا. ثم انتقل إلى نادي ستاندارد لييج في موسم 2006–07 ليلعب معه ستة مواسم، حيث شارك في 125 مباراة سجل خلالها 13 هدفًا. لينتقل بعدها إلى نادي بورتو في موسم 2011–12 واستمر معه طيلة ثلاثة مواسم، مشاركًا في 65 مباراة سجل خلالها 3 أهداف. ثم انتقل إلى نادي رويال أندرلخت في موسم 2014–15 واستمر معه طيلة ثلاثة مواسم، مشاركًا في 63 مباراة سجل خلالها 9 أهداف. هذا وانتقل لاحقًا إلى نادي بيرنلي في موسم 2016–17 واستمر معه طيلة ثلاثة مواسم، مشاركًا في 51 مباراة سجل خلالها هدفين. ثم انتقل بعدها إلى نادي رويال أنتويرب في موسم 2019–20 لمدة موسم واحد، مشاركًا في 11 مباراة ولم يسجل أي هدف.

## وصلات خارجية
- ستيفن ديفور على موقع الاتحاد الدولي (مؤرشف)  (الإنجليزية)
- ستيفن ديفور على موقع الاتحاد الأوربي (الإنجليزية)
- ستيفن ديفور على موقع الاتحاد البلجيكي (الإنجليزية)
- ستيفن ديفور على موقع إي إس بي إن إف سي (الإنجليزية)
- ستيفن ديفور على موقع قاعدة بيانات كرة القدم.إي يو (الإنجليزية)
- ستيفن ديفور على موقع ناشيونال فوتبول تيمز (الإنجليزية)
- ستيفن ديفور على موقع Soccerbase.com (لاعب) (الإنجليزية)
- ستيفن ديفور على موقع Soccerway.com (الإنجليزية)
- ستيفن ديفور على موقع عالم كرة القدم.نت (الإنجليزية)
- ستيفن ديفور على موقع AS.com (الإسبانية)
- Player Profile